# Baron Leighton of St. Mellons
Baron Leighton of Saint Mellons, of Saint Mellons in the County of Monmouth, ist ein erblicher britischer Adelstitel in der Peerage of the United Kingdom.

## Verleihung
Der Titel wurde am 25. Januar 1962 für den walisischen Reeder Sir Leighton Seager, 1. Baronet geschaffen. Diesem war bereits am 1. Juli 1952 der fortan nachgeordnete Titel Baronet, of St. Mellons in the County of Monmouth, verliehen worden.
Heutiger Titelinhaber ist seit 1998 sein Enkel Robert Seager als 3. Baron.

## Liste der Barone Leighton of St. Mellons (1962)
- Leighton Seager, 1. Baron Leighton of St. Mellons (1896–1963)
- John Seager, 2. Baron Leighton of St. Mellons (1922–1998)
- Robert Seager, 3. Baron Leighton of St. Mellons (* 1955)

Titelerbe (Heir Presumptive) ist der Bruder des aktuellen Titelinhabers, Hon. Simon Seager (* 1957).